# پیشکلیجان بالا
پیشکلیجان، روستایی از توابع بخش دیلمان شهرستان سیاهکل در استان گیلان ایران است.پیشکلیجان به دو قسمت بالا و پایین تقسیم میشود که پیشکلیجان پایین در بالای جاده و پیشکلیجان بالا در پایین جاده قرار گرفته است. بزرگترین خاندان این روستا خاندان الخاص میباشد که در گذشته خان منطقه نیز بوده اند.

محصول اصلی فندق وگردومی باشد

## جمعیت
این روستا در دهستان پیرکوه قرار دارد و براساس سرشماری مرکز آمار ایران در سال ۱۳۸۵، جمعیت آن ۱۴۲ نفر (۴۲خانوار) بوده‌است.